# 3SUM
在计算复杂度理论中, 3SUM问题是指如下的问题：给定一个包含n个实数的集合，判断其中是否包含3个和为0的元素。问题也可以推广到一个更一般化的版本，rSUM，是要求判断集合中是否存在r个数的和为0。3SUM问题可以很容易地在{\displaystyle O(n^{2})}的时间复杂度内解决。对于某些特化的计算模型，这已经达到了它们{\displaystyle \Omega (n^{\lceil r/2\rceil })}的复杂度下界。
人们曾经猜想任何3SUM问题的确定性算法都至少需要{\displaystyle \Omega (n^{2})}的时间复杂度。然而在2014年，最初的3SUM被Allan Grønlund和Seth Pettie否决了。他们给出了一个能在能在{\displaystyle O(n^{2}/({\log n}/{\log \log n})^{2/3})}的时间复杂度内求解3SUM问题的确定性算法。目前仍然有人猜想3SUM是不可能在{\displaystyle O(n^{2-\Omega (1)})}的时间复杂度内解决的。

## 二次时间复杂度算法
设输入数据存储与数组{\displaystyle S[0..n-1]}，3SUM问题可以通过散列表在平均{\displaystyle O(n^{2})}的时间复杂度内解决。方法是先将S中的元素全部插入到一个散列表中，然后对于每一个数组下标对{\displaystyle (i,j)}，检查{\displaystyle -(S[i]+S[j])}是否在散列表中即可。
一个更好的方法是，先将输入数据排序，然后用一种巧妙的方法测试所有可能的输入组合，而避免使用二分查找。这种办法即使在最坏情况下也可以保证{\displaystyle O(n^{2})}的时间复杂度，它的伪代码如下所示：
```
 sort(S);
 
for
 i=0 
to
 n-3 
do

    a = S[i];
    start = i+1;
    end = n-1;
    
while
 (start < end) 
do

       b = S[start]
       c = S[end];
       
if
 (a+b+c == 0) 
then

          
output
 a, b, c;
          // Continue search for all triplet combinations summing to zero.
           end = end - 1
       
else
 
if
 (a+b+c > 0) 
then

          end = end - 1;
       
else

          start = start + 1;
       
end

    
end

 
end
```

下面的例子展示了算法在一个较小的数组上是如何执行的。变量a的当前值以绿色标记，而b和c的当前值以红色标记。
```
 
-25
 
-10
 -7 -3 2 4 8 
10
  (a+b+c==-25)
 
-25
 -10 
-7
 -3 2 4 8 
10
  (a+b+c==-22)
 . . .
 
-25
 -10 -7 -3 2 4 
8
 
10
  (a+b+c==-7)
 -25 
-10
 
-7
 -3 2 4 8 
10
  (a+b+c==-7)
 -25 
-10
 -7 
-3
 2 4 8 
10
  (a+b+c==-3)
 -25 
-10
 -7 -3 
2
 4 8 
10
  (a+b+c==2)
 -25 
-10
 -7 -3 
2
 4 
8
 10  (a+b+c==0)
```

我们可以从上面的过程中看出这个算法为什么是正确的。假设3SUM问题有一组解a + b + c = 0。首先单向移动的最左侧下标必然会到达a，而之后剩下的两个下标会有一个先遇到b或者c，而根据a+b+c > 0时移动右侧下标，反之移动左侧下标的规则，在此之后先遇到的下标会保持不动，直到我们移动另外一个下标找到对应的那一组解为止。因此对于3SUM问题的任意一个解最终都会被这个算法发现。

## 变体

### 总和非零
用下列方法可以搜索出集合中和为任意常数C的三个元素：
- 将集合中每个元素分别减去C/3；
- 对新集合使用3SUM算法求解。

### 三个不同数组
我们也能从三个整数集合中分别找出一个元素使其和为零，即对于给定的三个整数集合X、Y、Z，找出三个数a∈X, b∈Y, c∈Z使得{\displaystyle a+b+c=0}。下文记单集合的3SUM问题为3SUM×1，三集合的3SUM问题为3SUM×3，则3SUM×3按下列步骤即可转化为3SUM×1：
- 对X、Y、Z集合中所有元素，取{\displaystyle X[i]\gets X[i]*10+1}，{\displaystyle Y[i]\gets Y[i]*10+2}，{\displaystyle Z[i]\gets Z[i]*10-3}；
- 令S为X、Y、Z的并集；
- 用3SUM×1的解法求出满足{\displaystyle a'\in S,\ b'\in S,\ c'\in S}且{\displaystyle a'+b'+c'=0}的三个元素；
- 因为总和的LSD（least significant digit，最低位）为零，故a', b', c'的LSD一定为1、2、7（不一定按顺序）。不失一般性，设a', b', c'的LSD分别为1、2、7；
- 最终解即为{\displaystyle a\gets (a'-1)/10,\ b\gets (b'-2)/10,\ c\gets (c'+3)/10}。

根据第一步中的变换，一定有a∈X, b∈Y, c∈Z。